# Zelo Buon Persico
Zelo Buon Persico (lombardul: Zèl Bon Persegh) település Olaszországban, Lombardia régióban, Lodi megyében. Lakosainak száma 7398 fő (2023. január 1.). Zelo Buon Persico Boffalora d’Adda, Cervignano d’Adda, Galgagnano, Merlino, Mulazzano, Paullo és Spino d’Adda községekkel határos.

## Népesség
A település lakossága az elmúlt években az alábbi módon változott:
| Lakosok száma | 7287 | 7373 | 7398 |
|               | 2017 | 2018 | 2023 |